# A PLACE IN THE SUN LIVE
『A PLACE IN THE SUN LIVE』（ア・プレイス・イン・ザ・サン・ライブ）は、今井美樹の2枚目のライブ・アルバム。1995年4月5日にフォーライフ・レコード（現・フォーライフミュージックエンタテイメント）よりリリースされた。

## 概要
前作『A PLACE IN THE SUN』より7ヶ月ぶり、ライブ・アルバムとしては『flow into space LIVE MIKI IMAI TOUR'93』より1年4ヶ月ぶりとなるライブ・アルバム。
全国28公演のコンサートツアー「A PLACE IN THE SUNツアー」から、1994年12月1日・2日に浦安・東京ベイNKホールで行われた最終公演が収録されている。

## 収録曲
1. 夢 [5:59]
作詞・作曲：布袋寅泰
2. 輝く街で [4:07]
作詞：今井美樹、作曲：上田知華
3. 瞳がほほえむから [5:05]
作詞：岩里祐穂、作曲：上田知華
4. 黄色いTV [6:07]
作詞：岩里祐穂、作曲：上田知華
5. silent blue [5:46]
作詞：今井美樹、作曲：小森茂生
6. ありふれたlove scene [6:05]
作詞：戸沢暢美、作曲：上田知華
7. Your Own [4:28]
作詞：来生えつこ、作曲：鈴木キサブロー
8. Bluebird [5:23]
作詞：岩里祐穂、作曲：布袋寅泰
9. sweet love,sweet pain [5:30]
作詞：今井美樹、作曲：布袋寅泰
10. A PLACE IN THE SUN [7:25]
作詞：岩里祐穂、作曲：柿崎朱美
11. Miss You [6:46]
作詞：岩里祐穂、作曲：布袋寅泰
12. 海辺にて [6:05]
作詞：岩里祐穂、作曲：上田知華